# Tarsius supriatnai

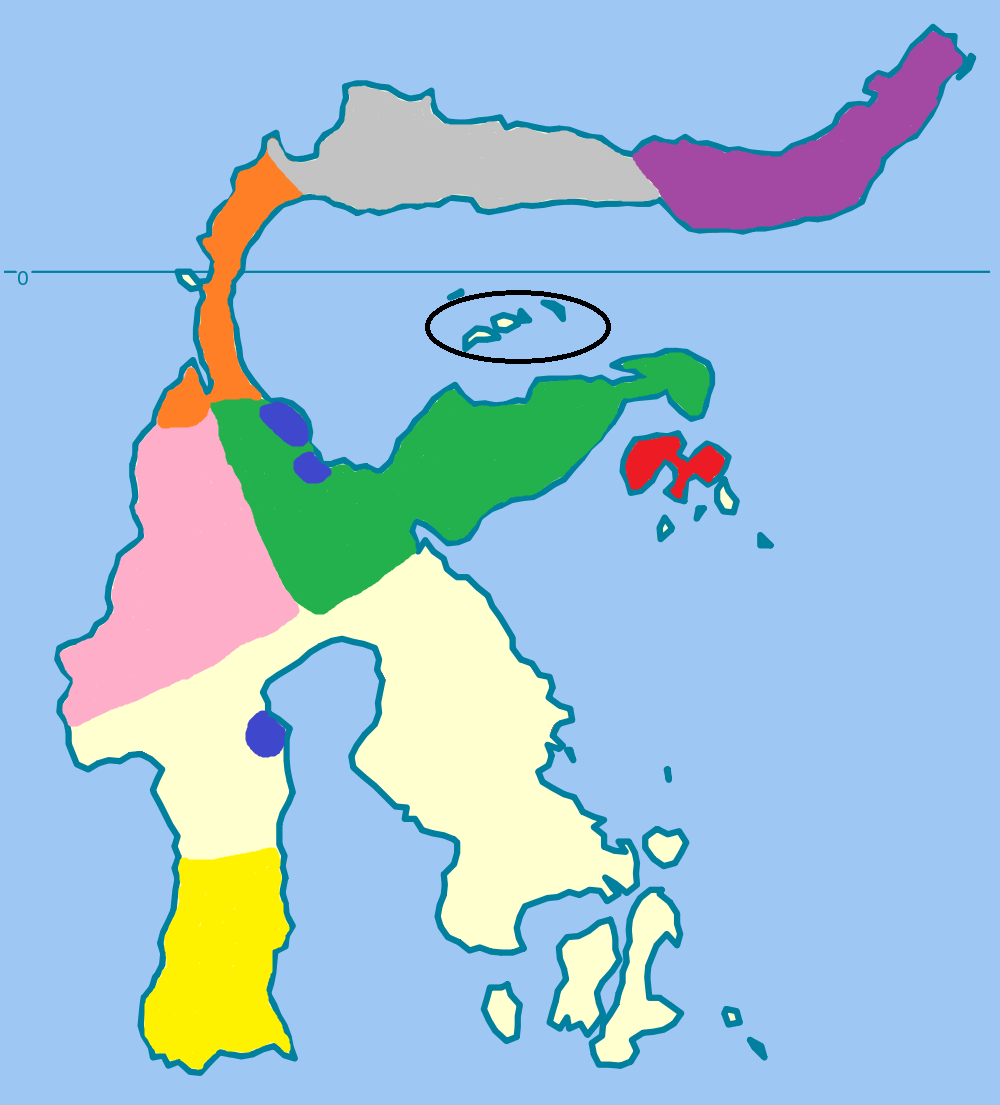
Localització del primat.

Tarsius supriatnai és una espècie de primat de la família dels tarsers (Tarsiidae). És endèmic de Sulawesi (Indonèsia). Té la cua de 232–246 mm i un pes de 104–135 g. Es distingeix d'altres espècies de tarsers per les seves vocalitzacions i els seus trets genètics. Es calcula que divergí de l'espècie T. spectrumgurskyae fa uns 300.000 anys. Fou anomenat en honor del científic indonesi Jatna Supriatna.